# Bruno Sávio
Bruno Sávio da Silva (Pará de Minas, 1º agosto 1994) è un calciatore brasiliano, attaccante del Bolívar.

## Caratteristiche tecniche
Bruno Sávio è un calciatore polivalente, in grado di agire da attaccante, ala o trequartista.

## Carriera
Muove i suoi primi passi nelle giovanili dell'América-MG. Dopo alcune esperienze in Brasile, il 30 gennaio 2019 passa in prestito all'Istria 1961, nel campionato croato.
Il 14 settembre 2022 viene tesserato per tre stagioni dall'Al-Ahly. Il 28 ottobre va in rete nel derby contro lo Zamalek in Supercoppa d'Egitto, terminato 2-0 per l'Al Ahly, vincendo il suo primo trofeo con il club egiziano.

## Statistiche

### Presenze e reti nei club
Statistiche aggiornate al 20 dicembre 2022.
| Stagione          | Squadra           | Campionato        | Campionato | Campionato | Coppe nazionali | Coppe nazionali | Coppe nazionali | Coppe continentali | Coppe continentali | Coppe continentali | Altre coppe | Altre coppe | Altre coppe | Totale | Totale |
| Stagione          | Squadra           | Comp              | Pres       | Reti       | Comp            | Pres            | Reti            | Comp               | Pres               | Reti               | Comp        | Pres        | Reti        | Pres   | Reti   |
| ----------------- | ----------------- | ----------------- | ---------- | ---------- | --------------- | --------------- | --------------- | ------------------ | ------------------ | ------------------ | ----------- | ----------- | ----------- | ------ | ------ |
| 2015              | América-MG        | M1/MG+B           | 8+14       | 0+1        | CB              | 2               | 0               | -                  | -                  | -                  | -           | -           | -           | 24     | 1      |
| 2016              | América-MG        | M1/MG+A           | 8+14       | 1+1        | CB              | 3               | 0               | -                  | -                  | -                  | PL          | 3           | 1           | 28     | 3      |
| Totale América-MG | Totale América-MG | Totale América-MG | 16+28      | 1+2        |                 | 5               | 0               |                    | -                  | -                  |             | 3           | 1           | 52     | 4      |
| gen.-mag. 2017    | Mirassol          | A1/SP             | 13         | 1          | -               | -               | -               | -                  | -                  | -                  | -           | -           | -           | 13     | 1      |
| 2017              | Cuiabá            | PD/MT+C           | 0+14       | 3          | CB              | -               | -               | -                  | -                  | -                  | -           | -           | -           | 14     | 3      |
| gen.-apr. 2018    | Bragantino        | A1/SP+C           | 5+0        | 0          | CB              | 3               | 0               | -                  | -                  | -                  | -           | -           | -           | 8      | 0      |
| 2018              | Cuiabá            | PD/MT+C           | 0+16       | 4          | CB              | -               | -               | -                  | -                  | -                  | -           | -           | -           | 16     | 4      |
| Totale Cuiabá     | Totale Cuiabá     | Totale Cuiabá     | 30         | 7          |                 | -               | -               |                    | -                  | -                  |             | -           | -           | 30     | 7      |
| gen.-giu. 2019    | Istria 1961       | 1. HNL            | 9          | 0          | CC              | -               | -               | -                  | -                  | -                  | -           | -           | -           | 9      | 0      |
| 2019              | Avaí              | PD/SC+A           | 0+5        | 0          | CB              | -               | -               | -                  | -                  | -                  | -           | -           | -           | 5      | 0      |
| 2020              | Guarani           | A1/SP+B           | 10+28      | 0+3        | -               | -               | -               | -                  | -                  | -                  | -           | -           | -           | 38     | 3      |
| 2021              | Guarani           | A1/SP+B           | 8+32       | 1+11       | -               | -               | -               | -                  | -                  | -                  | -           | -           | -           | 40     | 12     |
| Totale Guarani    | Totale Guarani    | Totale Guarani    | 18+60      | 1+14       |                 | 0               | 0               |                    | -                  | -                  |             | -           | -           | 78     | 15     |
| 2022              | Bolívar           | PD                | 22+5       | 11+3       | -               | -               | -               | CL                 | 4                  | 2                  | -           | -           | -           | 31     | 16     |
| 2022-2023         | Al-Ahly           | PL                | 8          | 1          | CE+CE           | 1+0             | 0               | CCL                | 2                  | 0                  | SE+Cmc      | 1+0         | 1           | 12     | 2      |
| Totale carriera   | Totale carriera   | Totale carriera   | 219        | 41         |                 | 9               | 0               |                    | 6                  | 2                  |             | 4           | 2           | 238    | 45     |

## Palmarès

### Club

#### Competizioni statali
- Campionato Mineiro: 1

América-MG: 2016

#### Competizioni nazionali
- Supercoppa d'Egitto: 2

Al-Ahly: 2021, 2022
- Coppa d'Egitto: 1

Al-Ahly: 2021-2022
- Campionato egiziano: 1

Al-Ahly: 2022-2023
- Campionato boliviano: 1

Bolívar: 2024

#### Competizioni internazionali
- CAF Champions League: 1

Al-Ahly: 2022-2023